# Andrzej Piechocki
Andrzej Krzysztof Piechocki (ur. 14 maja 1938 w Bydgoszczy) – polski uczony, profesor nauk biologicznych, zoolog (malakolog) i hydrobiolog, pracownik naukowo-dydaktyczny Uniwersytetu Łódzkiego (1961-2010) i Uniwersytetu Szczecińskiego (2002-2003). Od 2010 emerytowany. Wieloletni członek Komitetu Zoologii PAN. Żonaty z Grażyną z d. Rosiak, ojciec dwóch córek – Aleksandry (1977) i Marty (1985).

## Życiorys

### Dzieciństwo, lata szkolne, studia
Andrzej Piechocki jest synem dr. Jana Piechockiego, zasłużonego dla Bydgoszczy pedagoga i publicysty oraz Haliny Piechockiej z domu Kużaj, bibliotekarki. Lata wojny spędził wraz z rodzicami w okupowanej Bydgoszczy. Naukę w polskiej szkole rozpoczął w 1945 r. Uczęszczał do szkoły podstawowej przy ul. Świętojańskiej 20 w Bydgoszczy, a następnie do I Państwowego Liceum Ogólnokształcącego im. Ludwika Waryńskiego w rodzinnym mieście (1951-1955). Po zdaniu matury rozpoczął studia biologiczne na Wydziale Biologii i Nauk o Ziemi Uniwersytetu Łódzkiego, które ukończył w 1961 r.
Od wczesnych lat interesował się biologią, już jako licealista i student opublikował pierwsze notatki przyrodnicze. W 1957 r. założył Studenckie Koło Biologów UŁ i był jego pierwszym przewodniczącym. Zainteresowania przyrodnicze rozwijał w czasie spływów kajakowych i wędrówek pieszych (Brda, 1953, rzeka Krówka, 1953, Pomorze Zachodnie, 1954, Pojezierze Brodnickie 1955, 1956, Suwalszczyzna, 1956, Bieszczady 1957, Gorce i Beskid Zachodni 1958). Czynnie uprawiał też wędkarstwo.

### Wykształcenie i kariera naukowa
- 1961 – ukończenie studiów magisterskich na Uniwersytecie Łódzkim. Praca magisterska pt. „Mięczaki Parku Ludowego w Łodzi” wykonana pod kierunkiem prof. dr. hab. Leszka Kazimierza Pawłowskiego[4].
- 1968 – doktorat w dyscyplinie nauki przyrodnicze na Uniwersytecie Łódzkim. Tytuł rozprawy: „Mięczaki (Mollusca) rzeki Grabi i jej terenu zalewowego”, promotor prof. dr hab. L. K. Pawłowski[5].
- 1982 – doktor habilitowany nauk przyrodniczych w zakresie zoologii (Uniwersytet Łódzki). Tytuł rozprawy: „Współczesne i subfosylne mięczaki (Mollusca) Gór Świętokrzyskich”[6].
- 1991 – tytuł naukowy profesora z nadania Prezydenta Rzeczypospolitej Polskiej; dziedzina: nauki przyrodnicze.

W ciągu całej pracy zawodowej (1961-2010) Andrzej Piechocki był zatrudniony na Uniwersytecie Łódzkim w Katedrze Zoologii Ogólnej, która w 1990 r. zmieniła nazwę na Katedrę Zoologii Bezkręgowców i Hydrobiologii. W latach 1961–1968 był asystentem, w okresie 1969-1981 adiunktem, od 1982 do 1990 r. profesorem nadzwyczajnym, od 1991 do 2008 r., po uzyskaniu tytułu profesora, był kierownikiem katedry. W okresie 1984–1987 sprawował obowiązki wicedyrektora Instytutu Biologii Środowiskowej UŁ. Po przejściu na emeryturę był zatrudniony na ¼ etatu jako pracownik dydaktyczny (2008-2010). W latach 2002–2003 pracował także na stanowisku profesora nadzwyczajnego w Katedrze Zoologii Bezkręgowców i Limnologii Uniwersytetu Szczecińskiego pełniąc zastępczo funkcję jej kierownika.
Profesor Piechocki rozwinął współpracę naukową z szeregiem ośrodków zagranicznych, m.in. z Université Claude Bernard, Lyon I, Départment de Biologie Animale et Zoologie (wyjazdy w latach 1978, 1980, 1984); holenderskim Institute for Forestry and Nature Research. W Holandii prowadził w latach 1996–1997 warsztaty szkoleniowe dla hydrobiologów „Morphology and Ecology of Freshwater Molluscs”. Współdziałał z instytucjami niemieckimi: Limnologische Flußstation des Max-Planck-Instituts f. Limnologie, Schlitz (1982); Natur-Museum und Forschungs-Institut Senckenberg, Frankfurt a. M. (1985, 1986, 1992). Był zaproszony na University of Wolverhampton jako profesor wizytujący (1994).
Organizował i uczestniczył w ekspedycjach naukowych UŁ. Były to: wyprawa zoologiczna nad Adriatyk (Jugosławia, wrzesień 1970); ekspedycja biologiczno-geograficzna UŁ na Saharę i do Afryki Zachodniej (październik 1974 – kwiecień 75, kierownik naukowy); ekspedycja zoologiczna do Konga (kwiecień – grudzień 1988, kierownik wyprawy).
Uczestniczył w licznych krajowych, europejskich i światowych zjazdach naukowych. Wśród imprez międzynarodowych były to głównie kongresy malakologiczne oraz sympozja związane z realizacją projektu „Fauna Europaea”: Perpignan (Francja, 1980), Baja (Węgry, 1982), Budapeszt (Węgry, 1983), Edinburgh (Szkocja, 1986), Tübingen (Niemcy, 1989), Siena (Włochy, 1992), Vigo (Hiszpania, 1995), Hof (Niemcy, 2000), Wiedeń (Austria, 2001), Bratysława (Słowacja, 2002), Smolenice (Słowacja) (2004), Paryż (Francja, 2004), Ryga (Łotwa, 2006), Antwerpia (Belgia, 2007), Ponta Delgada (Portugalia, 2008).

### Problematyka badawcza
Główne zainteresowania naukowe prof. Piechockiego koncentrują się wokół systematyki, morfologii, biologii i ekologii europejskich mięczaków słodkowodnych – małży (Bivalvia) i ślimaków (Gastropoda) oraz mięczaków polskiego Bałtyku. Kluczowym efektem badań w tym zakresie jest książka pt. „Guide to Freshwater and Marine Mollusca of Poland”, opublikowana w 2016 r. wspólnie z dr Brygidą Wawrzyniak-Wydrowską.
Autor prowadził również badania trzeciorzędowych (miocen) i czwartorzędowych mięczaków Polski. Praca nad mioceńskimi mięczakami wodnymi Bełchatowa zaowocowała m.in. opisem nowych dla nauki rodzajów i gatunków. Na podstawie materiałów zebranych w okolicy Kunowa, na obrzeżeniu Gór Świętokrzyskich, A. Piechocki zdołał odtworzyć historię malakofauny i klimatu od schyłku Würmu po okres współczesny. Mięczaki słodkowodne pochodzące z afrykańskich ekspedycji A. Piechockiego wzbogaciły wiedzę o rozmieszczeniu, budowie i ekologii małży z rodziny Sphaeriidae tropikalnej Afryki i posłużyły do wyjaśnienia mechanizmu ewolucji ślimaków z rodziny Thiaridae jeziora Malawi i basenu Konga.
Badania hydrobiologiczne prowadzone pod kierunkiem prof. Piechockiego dotyczyły głównie środowisk rzecznych. Obejmowały one m.in. dorzecza Pilicy, Grabi i Rawki, cieki Gór Świętokrzyskich, Roztocza i Kampinoskiego Parku Narodowego oraz rzeki i jeziora Borów Tucholskich. W latach 1992–2000 badania prowadzono we współpracy z hydrobiologami holenderskimi z Institute for Forestry and Nature Research (Alterra), Wageningen. Efektem ich było m.in. odkrycie nowych dla nauki i nowych dla Polski gatunków muchówek, poznanie składu gatunkowego, liczebności i ekologii wielu grup bezkręgowców zasiedlających rzeki, potoki i zbiorniki teras zalewowych, m.in. Hirudinea, Oligochaeta, Cladocera, Gastropoda, Bivalvia, Plecoptera, Odonata, Diptera, Ephemeroptera, Heteroptera. Badania te znacznie przyczyniły się do wzbogacenia wiedzy o rozmieszczeniu fauny bezkręgowców w Polsce. Na terenie Łodzi, Gór Świętokrzyskich i Roztocza prof. Piechocki prowadził badania nad występowaniem ślimaków lądowych. Interesujące efekty jego pracy zawiera monografia poświęcona współczesnym i subfosylnym mięczakom Gór Świętokrzyskich, będąca rozprawą habilitacyjną autora.

## Dorobek naukowy
Dorobek Andrzeja Piechockiego (lata 1955–2016) obejmuje ponad 150 pozycji. Najważniejsze z nich stanowią:

### Publikacje
- Piechocki A. 1969. Obserwacje biologiczne nad małżami z rodziny Unionidae w rzece Grabi. Acta Hydrobiologica, Kraków, 11: 57-67.

- Piechocki A. 1969. Mięczaki (Mollusca) rzeki Grabi i jej terenu zalewowego. Fragmenta Faunistica, Warszawa, 15: 111-197.
- Klajnert Z., Piechocki A. 1972. Górnoplejstoceńskie osady doliny Bobrówki koło Łowicza i ich zawartość malakologiczna. Folia Quaternaria, Kraków, 40: 1-36.
- Piechocki A. 1975. Beobachtungen über den Bau von Laichen und die Fortpflanzung von Süßwasserschnecken aus den Familien: Physidae, Lymnaeidae und Planorbidae. Fragmenta Faunistica,  Warszawa, 20: 223-232.
- Piechocki A. 1977. The Late Pleistocene and Holocene Mollusca of the Kunów Region (N-E margin of the Świętokrzyskie Mts.). Folia Quaternaria, Kraków, 49: 23-36.
- Piechocki A. 1982. Life cycle and breeding biology of Vestia elata (Rossm.) (Gastropoda, Clausiliidae). Malacologia, Ann Arbor, 22: 219-223.
- Piechocki A. 1984. Die Mollusken-Fauna des Breitenbachs und des Rohrwiesenbachs (Schlitzerland/Hessen). Beiträge für Naturkunde Osthessen, Fulda, 20: 85-95.
- Piechocki A., Korniushin A.V. 1994. Anatomy of two African pill-clams Pisidium viridarium Kuiper, 1956 and P. kenianum Preston, 1911 (Bivalvia: Pisidioidea). Malakologische Abhandlungen Staatliches Museum für Tierkunde Dresden, 17: 57-64.
- Piechocki A. 1999. Reproductive biology of Unio pictorum (Linnaeus) and U. tumidus Philipsson in the Pilica River (Central Poland). Heldia, München, 4: 53-60.
- Piechocki A., Strzelec M. 1999. Ecology of Sphaeriidae (Bivalvia: Heterodonta) in sandy  bottom sections of the Grabia River (C – Poland). Malacological Review, Ann Arbor, supplement 8: 37-58.
- Kadolsky D., Piechocki A. 2000. Freshwater Rissoidea from the Miocene of Bełchatów, Poland (Gastropoda, Prosobranchia: Hydrobiidae, Pomatiopsidae). Archiv für Molluskenkunde, Frankfurt am Main, 128: 217-236.
- Piechocki A. 2002. The fauna of pill-clams (Pisidium C. Pfeiffer) (Bivalvia, Sphaeriidae) at various depths in Lake Ostrowite (N.W. Poland). W: Falkner M., Groh K., Speight M.C.D. (red.) Collectanea Malacologica, Hackenheim: 449-461.
- Piechocki A. 2006. Species composition, frequency and density of the Sphaeriidae Bivalvia, Heterodonta) in different freshwater habitats. Heldia, München,  6: 161-178.
- Genner M., Todd J.A., Michel E., Erpenbeck D., Jimoh A., Joyce D., Piechocki A., Pointier J.-P. 2007. Amassing diversity in an ancient lake: evolution of a morphologically diverse parthenogenetic gastropod assemblage in Lake Malawi. Molecular Ecology, Hoboken, 16: 517-530.
- Piechocki A., Szlauer-Łukaszewska A. 2013. Molluscs of the middle and lower Odra: the role of the river in the expansion of alien species in Poland. Folia Malacologica, Poznań, 21: 73-86.

### Książki, podręczniki akademickie, rozdziały w książkach, monografie
- Piechocki A. 1979. Ślimaki (Gastropoda). Fauna słodkowodna Polski, zeszyt 7, PWN, Warszawa – Poznań, 187 str. ISBN 83-01-01143-2.

- Piechocki A. 1981. Współczesne i subfosylne mięczaki (Mollusca) Gór Świętokrzyskich. Acta Universitatis Lodziensis, Łódź, 177 str.
- Piechocki A. 1989.The Sphaeriidae of Poland (Bivalvia, Eulamellibranchia). Annales Zoologici, Warszawa, 42: 249-320. ISBN 83-01-09006-5.
- Piechocki A., Dyduch-Falniowska A. 1993. Mięczaki (Mollusca), małże (Bivalvia). Fauna słodkowodna Polski, zeszyt 7A, Wydawnictwo Naukowe PWN, Warszawa, 202 str. ISBN 83-01-11005-8.
- Nijboer R., Verdonschot P., Piechocki A., Tończyk G., Klukowska M. 2006. Characterisation of pristine Polish river systems and their use as reference conditions for Dutch river systems. Alterra-report, 1367, Wageningen, 221 str.
- Piechocki A., Sulikowska-Drozd A. 2008. Mięczaki (Mollusca). W: Bogdanowicz  W., Chudziaka E., Pilipiuk I. i Skibińska E. (red.): 365-425, Fauna Polski. Charakterystyka i wykaz gatunków. Muzeum i Instytut Zoologii PAN, Warszawa, 3, 603 str. ISBN 978-83-88147-09-8.
- Piechocki A. 2009. Gromada: małże-Bivalvia. In: Błaszak C. (red.): Zoologia, Bezkręgowce, Tom 1: 508-552, Wydawnictwo Naukowe PWN, Warszawa. ISBN 978-83-01-16108-8.
- Piechocki A., Wawrzyniak-Wydrowska B. 2016. Guide to Freshwater and Marine Mollusca of Poland. Bogucki Wydawnictwo Naukowe, Poznań, 280 str. ISBN 978-83-7986-109-5.

### Projekty badawcze
- „Fauna Gór Świętokrzyskich”, we współpracy z Instytutem Zoologii PAN w Warszawie; koordynator badań hydrobiologicznych (1976-1985).
- „Fauna Roztocza”, we współpracy z Instytutem Zoologii PAN w Warszawie; koordynator badań hydrobiologicznych (1986-1990).
- „Hydraulics and macroinvertebrates” we współpracy z Institute for Forestry and Nature Research, Alterra, Wageningen; kierownik grupy polskiej (1992-1996).
- „Ecological Descriptions of Natural Water Systems in Central Poland” we współpracy z Institute for Forestry and Nature Research, Alterra; Wageningen; kierownik grupy polskiej (1996-2000).
- „Fauna Europaea”, w ramach 5 Programu Ramowego UE; koordynator danych dotyczących słodkowodnych bezkręgowców Polski (2000-2004).

### Promotor prac doktorskich
- Wojciech Jurasz (1988): Wioślarki (Cladocera) Gór Świętokrzyskich[16].
- Anna Abraszewska (2000): Małże skójkowate (Bivalvia, Unionidae) dorzecza Pilicy[17].
- Grzegorz Tończyk (2001): Ważki (Odonata) dorzecza Grabi – występowanie, biologia, ekologia[18].
- Anna Drozd (2002): Świdrzyki (Gastropoda: Clausiliidae) Bieszczadów i Beskidu Niskiego – występowanie, ekologia, morfologia[19].
- Arkadiusz Wojcieszek (2002): Biologia, ekologia i występowanie jętek (Ephemeroptera) w dorzeczu Rawki[20].
- Małgorzata Klukowska (2006): Ochotkowate (Diptera, Chironomidae) środkowego odcinka rzeki Grabi i jej terasy zalewowej[21].
- Aleksandra Jabłońska (2010): Skąposzczety wodne (Oligochaeta aquatica) aglomeracji łódzkiej[22].

## Członkostwo

### W instytucjach i organizacjach naukowych
- Komitet Zoologii PAN (od 1993 – obecnie);
- Łódzkie Towarzystwo Naukowe (1990-2012);
- Polskie Towarzystwo Hydrobiologiczne – przewodniczący Oddziału Łódzkiego (1989-1999);
- Stowarzyszenie Malakologów Polskich – (od 1994 – obecnie); członek honorowy od 2009;
- Wojewódzki Komitet Ochrony Przyrody w Łodzi (1993-1997).

### W Radach Redakcyjnych czasopism naukowych
- Acta Universitatis Lodziensis, Folia Limnologica, redaktor naczelny (1990-2000);
- Fauna słodkowodna Polski, redaktor naczelny (1990-obecnie);
- Folia Malacologica, członek Rady Redakcyjnej (1987-obecnie);

- Malakologische Abhandlungen, Dresden (2005-2006), kontynuacja jako Mollusca (2007-2009), redaktor współdziałający.

## Nagrody i odznaczenia

### Nagrody
- Nagrody J.M. Rektora Uniwersytetu Łódzkiego:

1978 – indywidualna stopnia. II; 1984 – ind. st. III;  1987 – ind. st. II; 2008 – ind. st. I;  2010 – zespołowa st. I.
- Nagrody Ministra Nauki i Szkolnictwa Wyższego:

1980 – indywidualna st. III;  1987 – zespołowa st. III;  1990 – ind. st. II, 1994 – zespołowa.

### Odznaczenia
- 1982 – Złoty Krzyż Zasługi;
- 1983 – Złota Odznaka UŁ;
- 1988 – Medal: Uniwersytet Łódzki w Służbie Społeczeństwa i Nauki;
- 2005 – Krzyż Kawalerski Orderu Odrodzenia Polski.

## Twórczość literacka i artystyczna, hobby
Andrzej Piechocki jest autorem pięciu książek beletrystycznych: „Ekspedycja” i „Ucieczka z Akademii IQ”, "Obywatel Jan P.", "Ludzie i krowy", "Tańczące flamingi". W latach 1963-1976 poświęcał się również twórczości artystycznej w zakresie czarno-białej fotografii. Działał w Łódzkim Towarzystwie Fotograficznym, biorąc z powodzeniem udział  w dorocznych wystawach i ogólnopolskich konkursach fotograficznych. Jest zamiłowanym kajakarzem, odbył ponad 50 spływów nizinnymi i górskimi rzekami Polski.